# اچ‌ام‌اس اسکیتین (پی۲۳۷)
اچ‌ام‌اس اسکیتین (پی۲۳۷) (به انگلیسی: HMS Scythian (P237)) یک زیردریایی بود که طول آن ۲۱۷ فوت (۶۶ متر) بود. این زیردریایی در سال ۱۹۴۴ ساخته شد.